# Huawei P30 lite
Huawei P30 lite — смартфон компанії Huawei, представлений 14 березня 2019 року на офіційному заході в Пекіні. Інша назва цієї моделі — Nova 4e і це молодша модель Huawei P30.
Старт офіційних продажів в Україні — 14 травня 2019 року.

## Зовнішній вигляд
Корпус смартфона виконаний з пластику стилізованого під сталь. На лицовій стороні в верхній частині екрану Huawei P30 Lite має характерний для Huawei P30 та Huawei P30 Pro краплеподібний виріз для фронтальної камери та розмовного динаміка спереду.
З тильної сторони 3 модулі основної камери. Світлодіодний спалах розташовано під основною камерою, а не збоку, як в старших моделях. Також з тильної сторони розташовано дактилоскопічний датчик (сканер відбитків пальців).
Габарити: ширина 72.7 мм, висота 152.9 мм, глибина 7.4 мм, вага з акумулятором — 159 грамів.
На українському ринку представлений в 3 кольорах — синій (Peacock Blue), білий (Pearl White) і чорний (Midnight Black).
Телефон у кольорі Peacock Blue має градієнтну задню панель як в старших моделях Huawei P30 та Huawei P30 Pro, в цій моделі задня поверхня блакитна з переходом у фіолетовий.

## Апаратне забезпечення
Апарат має 8-ядерний процесор Hisilicon Kirin 710. 4 ядра Cortex-A73 з частотою 2.2 ГГц та 4 ядра Cortex-A53 з частотою 1.37 ГГц. Графічне ядро — ARM Mali-G51 MP4.
Huawei P30 Lite має дисплей типу TFT LCD з діагоналлю 6.15" і роздільною здатністю 2312x1080. Співвідношення сторін 19.5:9.
Внутрішня пам'ять телефону складає 128 ГБ, оперативна пам'ять — 4 ГБ. Пам'ять можна розширити завдяки карті пам'яті microSD (до 512 ГБ).
Акумулятор незнімний Li-Pol 3340 мА/г.
Huawei P30 Lite має 3 модулі камери Leica: 48 МП (f/1.8, ширококутна) + 8 МП (ширококутна) + 2 МП (для створення ефекту боке). Фронтальна камера 24 МП,

## Програмне забезпечення
Huawei P30 Lite працює на операційній системі Android 9.0 (Pie) з графічною оболонкою EMUI 9.0.
Підтримує стандарти зв'язку: 2G GSM, 3G WCDMA, 4G LTE.
Бездротові інтерфейси: WiFi 802.11 a/b/g/n/ac, Bluetooth 4.2, A2DP, LE, aptX HD, NFC. Смартфон підтримує навігаційні системи: GPS, A-GPS, ГЛОНАСС.
Має Type-C, USB 2.0 роз'єми для заряджання та 3.5 мм роз'єм для підключення навушників.
Найнижча ціна в Україні на модель в кольорі Black — 8 174 грн.

## Huawei P30 lite New Edition
Huawei P30 lite New Edition — перевипущений у 2020 році Huawei P30 lite. Основними відмінностями у порівнянні з версією 2019 року є комплектація пам'яті тільки на 6/256 ГБ та її швийдший тип UFS 2.1 замість у eMMC 5.1. Також в новій версії лишилися сервіси Google Play.